# Wellenlängendispersive Röntgenspektroskopie
Die wellenlängendispersive Röntgenspektroskopie (Abkürzung: WDS oder auch WDX) dient der Analyse der charakteristischen Röntgenstrahlung, welche von einer Probe (z. B. aufgrund des Beschusses mit einem Elektronenstrahl) emittiert wird. Auf diese Weise sind alle Elemente mit einer Ordnungszahl von wenigstens 4 (Beryllium) detektierbar. Die relative Nachweisgrenze beträgt bei Elementen 0,01 Gewichtsprozent, was einer absoluten Nachweisgrenze von 10−14 bis 10−15 g entspricht. Das Verfahren gehört zur Gruppe der Röntgenspektroskopien, es ist eng verwandt mit der energiedispersiven Röntgenspektroskopie (EDS oder auch EDX).

## Funktionsweise des Detektors
Bei der WDS wird die Röntgenstrahlung durch Beugung an natürlichen oder synthetischen Kristallen in die spektralen Bestandteile zerlegt. Dabei wird das Spektrometer immer auf eine Wellenlänge eingestellt und somit die charakteristische Röntgenstrahlung eines Elementes analysiert. Für ein komplettes Spektrum müssen nacheinander die verschiedenen Wellenlängenbereiche abgefahren werden.

## Vergleich mit der energiedispersiven Röntgenspektroskopie
Gegenüber der energiedispersiven Röntgenspektroskopie (EDS oder auch EDX), die häufiger an Elektronenmikroskopen zu finden sind, ist die Nachweisempfindlichkeit mit einem WDS eine Größenordnung besser. Gleichzeitig wird eine deutlich höhere spektrale Auflösung des Röntgenspektrums erreicht. Vorteil der Messung mit EDX ist dagegen die simultane Messung des gesamten Röntgenspektrums der analysierten Probenstelle und damit die gleichzeitige Analyse aller Elemente. Dieses bedeutet einen deutlichen Zeit- bzw. Geschwindigkeitsvorteil.